# TЁЯRA
TЁЯRA는 일본의 작곡가 그룹이다. 2002년에 데뷔했다.

## 멤버
이하 멤버 둘 다 오사카부 출신이다.
- NAOKI(마에다 나오키)
작곡, 기타, 키보드, 편곡 담당.
- jun(가라시마 준코)
작사, 작곡, 편곡, 보컬 담당.

## 개요
비마니 시리즈에서 유명한 프로듀서 NAOKI와, 여성 싱어송라이터 jun이 함께 결성한 작곡가 그룹. 2002년에 결성되었다. 같은 해, 코나미의 리듬게임 "pop'n music 8"에 처음으로 음악 'STARS☆☆☆' 을 제공했다.
2005년 3월에 처음으로 낸 앨범 RЁVOLUTIФN을 코나미가 운영하는 온라인 홈쇼핑 코나미스타일에서 발매했다. 2만 장 이상을 판매.
이후에도 비마니 시리즈 전부에 걸려 음악을 여러개 제공하고 있다.

## 공식 사이트
https://web.archive.org/web/20110902065758/http://blog.oricon.co.jp/terra

## 음반 정보
[1집. RЁVOLUTIФN]
[2집. ЁVOLUTIФN]